# Tine (przedsiębiorstwo)
Tine SA to największa norweska Spółdzielnia mleczarska, skupiająca 11 400 członków i 9000 kooperujących gospodarstw rolnych. Produkty koncernu Tine to między innymi: ser Jarlsberg, kozi ser Snøfrisk, ser Heidal, ser Ridder i Ski-Queen (norweski geitost, czyli tradycyjny ser kozi o jasnobrązowym kolorze i słodkim smaku karmelu).

## Historia
Historia przedsiębiorstwa sięga 1928 roku, kiedy swoją działalność rozpoczęło „Norske Meieriers Eksportlag”. W 1942 roku zmieniło ono nazwę na „Norske Meieriers Salgssentral”. W 1984 roku doszło do kolejnej zmiany nazwy na „Norske Meierier”, a od 2010 roku firma jest znana pod obecną nazwą.

## Spółki zależne
Jednostki zależne, które są w części lub w całości własnością Tine (dane na dzień 28 lutego 2007):
- Norsk Mat-og Miljoanalyse AS (46 procent udziałów)
- Diplom-Is, największy producent lodów w Skandynawii (100 procent udziałów w posiadaniu Tine)
- Fjordland, przedsiębiorstwo spożywcze (49 procent udziałów)
- Landteknik AL (49 procent udziałów)
- Maritex (100 procent udziałów)
- Norseland Inc., dystrybuuje i sprzedaje sery Tine w Kanadzie i Stanach Zjednoczonych (w 100% własność Tine)
- Small People AS (51 procent udziałów)
- FellesJuice AS produkuje i dystrybuuje soki i napoje bezalkoholowe w Norwegii (w 100% własność Tine)
- OsteCompagniet, produkuje i sprzedaje drogie sery w Norwegii (w 100% własność Tine).